# あなたの愛した世界
「あなたの愛した世界」（あなたのあいしたせかい）は、日本の歌手・南條愛乃の2作目のシングル。

## 概要
- 表題曲はテレビアニメ『グリザイアの果実』のエンディングテーマに起用され、前作に続きアニメタイアップとなった。
- 初回限定盤と通常盤の2形態で発売され、初回限定盤には表題曲のミュージック・ビデオとメイキング映像、スポットCM映像、自身の誕生日イベントとして開催された「Birthday Eve acoustic live event」のダイジェストを収録したDVDが同梱された。

## 収録曲
CD（初回限定盤、通常盤共通）
1. あなたの愛した世界 [3:48]
作詞：桑島由一
作曲・編曲：藤間仁（Elements Garden）
2. Dear × Dear [3:50]
作詞：南條愛乃
作曲：yozuca*
編曲：長田直之
3. あなたの愛した世界（instrumental）
4. Dear × Dear（instrumental）

DVD（初回限定盤のみ）
1. 「あなたの愛した世界」MV
2. Making of あなたの愛した世界 Music Video
3. SPOT
4. 「南條愛乃 Birthday Eve acoustic live event」ダイジェスト映像

## 収録アルバム
- 東京 1/3650 (#1,3)
- THE MEMORIES APARTMENT -Anime- (#1)